# Sweet Pool
Sweet Pool (スウィートプール), stylisé en sweet pool, est un jeu vidéo de type Boy's Love visual novel développé et publié par Nitro+chiral, écrit par Kabura Fuchii et illustré par Onitsuka Seiji. Le jeu a été édité au Japon sur PC le 19 décembre 2008, puis en édition simple[Quoi ?] le 10 avril 2009. Une version remastérisée avec des graphismes de plus haute résolution est sortie le 25 mai 2018.
Le 23 février 2018, JAST BLUE, une branche de JAST USA spécialisée dans les jeux de type Boy's Love, annonce sweet pool comme étant leur premier titre localisé en anglais. Cette version sort le 19 décembre 2018.

## Synopsis
L'histoire se déroule à Tokyo, dans une académie privée. En raison de problèmes de santé, Youji Sakiyama a dû s'absenter de l'école pendant quelque temps. Alors qu'il retourne enfin au lycée, certains de ses camarades de classe, à qui il n'a jamais parlé, commencent à s'intéresser à lui et à l'approcher. Les choses ne font que s'aggraver lorsque Youji commence à avoir d'étranges douleurs et des cauchemars inexplicables...

## Personnages

### Personnages principaux
- Youji Sakiyama (崎山 蓉司, Sakiyama Yōji?) est le protagoniste de l'histoire. Alors qu'il n'était qu'un enfant, il perdit ses parents dans un accident de voiture, restant ainsi seul avec sa sœur aînée. Celui-ci souffre de problèmes de santé et a dû manquer plusieurs fois l'école. Il est doublé par Kaze Haruno.

- Tetsuo Shironuma (城沼　哲雄, Shironuma Tetsuo?) est un camarade de classe de Youji. Celui-ci observe Youji en permanence et essaye de se rapprocher de lui. Il est doublé par Gunsō Hatoman.

- Makoto Mita (三田 睦, Mita Makoto?) est également un camarade de classe de Youji. Il est aimé par tout le monde par sa personnalité joviale. Il est doublé par Taiyō Sorano.

- Zenya Okinaga (翁長 善弥, Okinaga Zenya?) est le fils d'un ancien chef de gang. Celui-ci est souvent déplaisant et possessif. Il est doublé par Hikaru Midorikawa.

### Personnages secondaires
- Kouhei Kitani (姫谷 浩平 Kitani Kōhei), un loyal serviteur de la famille Okinaga. Il est doublé par Hideyuki Akizuki.
- Kunihito Okinaga (翁長 邦仁 Okinaga Kunihito), le père de Zenya. Il s'agit d'un ancien chef gang qui semble avoir perdu la tête après une blessure par balle à la tête. Il est doublé par Zenshū Iwao.
- Takehiko Kamiya (上屋 武彦 Kamiya Takehiko), le professeur de chimie de Youji. Il est doublé par Yōji Asano.
- Erika Serizawa (芹沢 枝里香 Serizawa Erika), la sœur aînée de Youji. Elle est doublée par Kanau.
- Aoshima (青島), un membre de gang. Il est doublé par Eīchirou Tokumoto.

## Manga
Une adaptation en manga dessinée par Mayu Kurumazaki a débuté dans le magazine Be x Boy Gold[Quand ?]. Le premier volume relié est publié par Libre Publishing le 10 novembre 2010 et un deuxième tome est commercialisé le 10 février 2012.